# Joaquim Arcanjo
Joaquim Arcanjo, de son nom complet Joaquim Leonardo Quintas Arcanjo, est un footballeur portugais  né le 27 novembre 1944 à Olhão au Portugal. Il évolue au poste d'attaquant durant sa carrière.

## Biographie
Joaquim Arcanjo commence sa carrière junior au Benfica Lisbonne en 1960. Après plusieurs années dans les équipes de jeunes et les réserves, il fait ses débuts en équipe première en 1964, où il marque 2 buts en 2 apparitions. Avec Benfica, il est sacré Champion du Portugal lors de cette saison 1964-1965.
En 1965, il quitte le Benfica pour rejoindre le Vitória FC, où il passe la majeure partie de sa carrière professionnelle. Pendant son temps à Vitória FC, Arcanjo connaît des saisons prolifiques, notamment en 1968-1969 où il marque 16 buts en 29 matchs.
Le club dispute la Coupe des villes de foires/Coupe UEFA durant six saisons consécutives durant son passage : Arcanjo joue 31 matchs pour 4 buts marqués dans cette compétition. Il dispute les quarts de finale lors des campagnes 1968-1969 (principal buteur avec 4 buts marqués) et 1972-1973.
Après son passage à Vitória FC, il joue pour plusieurs autres clubs portugais, dont l'Atlético CP et le Coruchense. Il termine sa carrière de joueur au Juventude Campinense en 1981, évoluant dans l'équipe des vétérans.

## Palmarès
Benfica Lisbonne
- Championnat du Portugal (1) :
  - Champion : 1964-1965.